# Далеки исток
Далеки исток је назив за источноазијске земље уз Тихи океан. Често обухвата источну и југоисточну Азију заједно, а понекад и најисточније територије Русије, тј. Руски далеки исток и западну тихоокеанску регију.
Далеки исток се понекад користи као синоним за источну Азију, па се може дефинисати у географским или културним терминима који укључују историјску Кину (искључивши Тибет и Синкјанг), Јапан, Тајван, Кореју и Вијетнам. Ипак он такође обухвата државе и културе југоисточне Азије попут Камбоџе, Малезије, Мјанмара, Тајланда, Индонезије и Филипина.
Овај назив је популаризован током раздобља британске колонизације земаља које су се налазиле источно од Британске Индије. Пре Првог светског рата Блиски исток се односио на релативно оближње земље Османског царства, Средњи исток на јужну и средњу Азију, а Далеки исток на земље дуж западног дела Тихог океана. Многи европски језици имају сличне термине за Далеки исток попут енглеског Far East, француског Extrême-Orient, немачког Ferner Osten, италијанског Estremo oriente и холандског Verre Oosten.
У оријенталистичкој употреби Далеки исток има призвук културног и географског растављања, егзотичност због велике удаљености. Далеки исток се на пример никада не односи на културно западне нације Аустралије и Новог Зеланда, које леже чак источније од Европе него велик део источне Азије. Далеки исток је у том смислу упоредив са терминима попут Оријента, што значи исток, Источног света или једноставно Истока.
Након Другог светског рата основан је Међународни војни суд за Далеки исток на ком су покренути судски процеси против јапанских ратних злочинаца.
Употреба назива Далеки исток постала је у Западном свету ограничена због свога евроцентризма и асоцијације са европским империјализмом у Азији. Прецизнији термини источна и југоисточна Азија или опсежнији термини попут Пацифичког обруча преферирају се културним и економским студијама. Регионални раст дао је ново значење термину, па се он сада схвата као Далеки исток света (тј. најисточније континентско копно на источној хемисфери) радије него Далеки исток Европе. Многа комерцијална предузећа и институције користе у свом називу „Далеки исток“ попут Далекоисточног националног свеучилишта у Владивостоку, Далекоисточног свеучилишта у Манили, Далекоисточног свеучилишта у Јужној Кореји, те хонгконшких новина Фар Ист Економик Ревју.
У Руској Федерацији термин „Далеки исток“ (рус. дальний восток) обично означава само источне регије земље (најчешће Владивосток и Хабаровск), док се термин „источна Азија“ користи у описивању страних земаља у регији.

## Списак земаља
Далеком истоку припадају:
(Делом)
- Мјанмар,
- Русија,
- Кина и
- Папуа Нова Гвинеја

(У целини)
- Јапан,
- Северна Кореја,
- Јужна Кореја,
- Тајван,
- Тајланд,
- Лаос,
- Камбоџа,
- Вијетнам,
- Филипини,
- Брунеј,
- Источни Тимор,
- Сингапур,
- Индонезија и
- Малезија

Земље које нису Далеки исток, а сматрају се Далеким истоком су:
(Делом)
- Мјанмар,
- Русија,
- Кина и
- Папуа Нова Гвинеја

(У целини)
- Монголија,
- Бангладеш,
- Индија,
- Шри Ланка,
- Малдиви,
- Хаваји (САД),
- Аустралија,
- Нови Зеланд,
- Кокосова Острва,
- Божићна Острва,
- Гвам,
- Тахити,
- Нова Каледонија,
- Вануату,
- Науру,
- Тонга,
- Самоа,
- Америчка Самоа,
- Палау,
- Маршалска Острва,
- Фиџи,
- Соломонова Острва,
- Тувалу,
- Микронезија,
- Кирибати